# Sandra Soriano
Sandra Lilian Soriano Bascopé (Oruro, Bolivia, 13 de febrero de 1963) es una política y asesora boliviana. Desempeñó el cargo de senadora en la Asamblea Legislativa Plurinacional de Bolivia representando al Departamento de Oruro en la legislatura 2010-2015; durante el segundo gobierno del presidente Evo Morales Ayma.

## Biografía
Sandra Soriano nació en el departamento de Oruro, Bolivia el 13 de febrero de 1963. Es una política y asesora, entre los años 1998 hasta 2009 fue asesora legal en los sindicatos mineros como ser: Huanuni, Totoral, Zamora e Hilbo. También fue asesora legal de la central obrera departamental de Oruro.
En 2010 fue elegida senadora de Bolivia por el partido del Movimiento al Socialismo (M.A.S - I.P.S.P) representando al Departamento de Oruro en la Asamblea Legislativa Plurinacional de Bolivia.